# 内田春菊
内田 春菊（うちだ しゅんぎく、1959年8月7日 - ）は、日本の漫画家、小説家、エッセイスト、女優。ノックアウト所属。落語立川流の門下でもあり、高座名「立川於春の方」を持つ。

## 来歴
1959年、長崎県長崎市出身。妹がいる長女である。ホステスだった母親は、営業職で将来を嘱望されていた養父と不倫関係になっている。小学生の時に漫画家を志すが、実母と養父から漫画を描くことを禁じられ、隠れて豆本漫画を描いていた。
母親は春菊が子分のように接し、「どうやって自分の利益に結びつけられるか」としか考えておらず、「自分も時代さえ許せば」と学業成績が良かった春菊へ嫉妬していた。
中学生時代に同級生の子を身籠ったことをきっかけに、養父から性的虐待を日常的に受け出した。母親は世間体を気にして、養父の性的虐待を黙認していた。高校1年途中の15歳-16歳で家出をしたため、長崎県立長崎南高等学校を学校側から強制退学となる。この間、さまざまな仕事をして自活。
その後、心理学を学ぶために慶應義塾大学通信教育課程に入学するが、間もなく退学する。　
退学後、印刷会社の写植やバーのホステス、喫茶店のウェイトレスなどを経た。
1979年、20歳の時に初婚となる結婚をするが、ほどなく離婚。
クラブ歌手だった経歴を生かし、1983年にラテンバンド「アベックス」を結成し、ボーカルを務めた。

### 漫画家デビュー
その後、ペンネームの名付け親でもある編集者・プロデューサーの秋山道男に出会い見出される。その後、彼女の個性を認めたいしかわじゅんの紹介もあって、1984年に25歳で、双葉社発行の『小説推理』に掲載された『シーラカンスぶれいん』で漫画家としてデビューした。性的な事柄をストレートに描き、岡崎京子、桜沢エリカらと共に「女の子エッチ漫画家」として人気を呼ぶ。また、エッセイ、漫画エッセイ等も執筆し、社会一般の価値観への異議を唱える内容が人気を博す。
青林堂発行の『月刊漫画ガロ』には、1985年9月号『おそろしいかえる酒』で初登場した。以後も『ガロ』に芸術性の高い作品を発表する。1986年から1987年にかけて『ガロ』誌上に連載した『南くんの恋人』は、これまでに4回テレビドラマ化されている。

### 母親への絶縁以後
1986年の27歳当時、母と妹は漫画家になった春菊の稼ぎに依存していたことで「母にされたことを世間に出さなければ、死んでも死にきれない。養父の行為を黙認した母が何よりいやがったのが、世間体でしたから」と小説「ファザーファッカー」を書き始めた時のことを明かしている。そして、自分に子供がいないまま死んだら、稼いだお金が全部母たちに相続されてしまうと危機感を覚え、母親と絶縁している。　
1992年、33歳の時に第1子の男の子（長男）を出産。
1993年に1986年から準備していた初小説『ファザーファッカー』を発売した。これはベストセラーとなり、第110回直木賞の候補作となった（1995年に映画化）。
翌1994年には『私たちは繁殖している』・『ファザーファッカー』両作合わせて第4回Bunkamuraドゥマゴ文学賞を受賞した。また『キオミ』で第112回芥川賞候補となった。
1995年、35歳の時に同居していた男性と入籍し、二度目の結婚。　
1997年、37歳の時に第2子の女の子（長女）を出産。1999年40歳の時に第3子の女の子（次女）を出産。
2000年、41歳の時に別居していた夫と離婚し、同居していた俳優の貴山侑哉と入籍し、三度目の結婚。　
2001年、42歳の時に第4子の男の子（次男）を出産。
2006年、47歳の時に貴山と離婚はするも、その後2012年までの6年間は事実婚状態であった。
2010年から音楽活動を再開し、自身が監督を務める映画では主題歌を担当している。また、女優として映画、ビデオ、舞台などにも出演している。
2012年、2月のテレビ番組で貴山と事実婚の形で続けていた同居の解消を明かした。
2017年4月、2015年12月に大腸癌を患っていたことが判明し、人工肛門を造設したことを公表した。

## 人物・家族
女友達より男友達のほうが多く、「その友達とセックスしたら、どうなるか想像することはある」と述べている。「男女の友情は成立する」とする。
3度の結婚歴があり、3人目の夫である俳優の貴山侑哉とは2005年に戸籍上は離婚したが、事実婚の形で同居していた。しかし2012年2月11日放送の『ゴロウ・デラックス』にて、貴山との同居を解消したと番組内で初めて明かした。貴山について、「この前までダメ男と暮らしていた。のんきで愉快な人だけど、仕事がうまくいかないと八つ当たりしてきて」とコメントしている。子供たちから「かあちゃんはバカ専なんでしょ」と言われている。

### 子供
子供は4人（未婚中に長男。2人目の夫と結婚中に別の人との間に長女。貴山との間に次女と次男）。長女・紅多はお笑い芸人であり、人間横丁のボケ担当。次女・紅甘は女優、エッセイスト。
長男・在波（あるは）、長女・紅多（べえた）、次女・紅甘（ぐあま）、次男・出誕（でるた）の由来は、長男誕生時に「未知の可能性を持つ子になるように」という願いで「プラスアルファ」から取っている。二人目である長女は「1人目がアルファだから、次はベータかな」で名付けている。3人目である次女は順番的にガンマにしようと最初は考えたが「女の子なのに音が強めなのはどうかと思って」と若干読みを崩した形で、四人目である次男には「4人目はデルタとつけないわけにはいかない」として名付けている。 2016年9月22日放送の日本テレビ『想像を絶するテレビ』にVTR出演した  際に、長女の紅多は「学校で先生に名前を呼ばれた時、『べえた』って言うのかと驚かれて、名前をきっかけに友達もできた」と明かしている。次女の紅甘も「インパクトがあって覚えてもらいやすいから、得したなと思う」と答えている。次男の出誕は「漢字はもう少し良いのが欲しかった」と苦笑いしながら、「名前自体は誇りに思っている」と答えている。

## 作品リスト

### 連載中

#### 漫画
- お前の母ちゃんBitch!（本当にあった笑える話）
- ぶんでんでんこ（グラフTEPCO 東京電力の広報誌 現在はWEB版のみ）
- モトカ霊探偵リョウ（comicタント、Vol.42[12] - ）
- 性的虐待 わたしの場合（青騎士第26号[13] - ）

#### web漫画
- オンダンバタケ
- わかいひとへ（青林工藝舎 放電横丁）

### 小説・戯曲
- 『ファザーファッカー』文藝春秋、1993年　のち文庫
- 『キオミ』福武書店、1995年　のち角川文庫
- 『あたしが海に還るまで』文藝春秋、1996年　のち文庫
- 『あたしのこと憶えてる?』新潮社 1997年　のち文庫、中公文庫
- 『彼が泣いた夜』角川書店 1998年
- 『やっぱりあなたが一番いいわ』マガジンハウス 1999年 戯曲
- 『息子の唇』集英社 2000年　のち角川文庫
- 『犬のほうが嫉妬深い』角川書店、2001年　のち文庫
- 『いつの日か旅に出よう』中央公論新社、2003年 のち文庫
- 『準備だけはあるのに、旅の』中央公論新社、2004年　のち文庫
- 『ぬけぬけと男でいよう』角川書店 2004年
- 『気がつけば彼を見ている』中央公論新社 2006年　のち文庫
- 『私の中に答えはあるか』角川書店 2006年
- 『その水の動く先』角川学芸出版 2007年
- 『手を取って君とダイブ』光文社 2007年
- 『ドパミナジック』角川学芸出版 2010年

### 漫画単行本・作品集
- 『春菊』青林堂 1985年 のち文春文庫
- 『シーラカンス・ロマンス』青林堂 1985年 のち文春文庫
- 『ヘンなくだもの』実業之日本社　1986年 のち角川文庫
- 『闇のまにまに』青林堂 1986年
- 『四つのおねがい』河出書房新社、1986年
- 『うーんとセラピー 知恵熱エッセイ集』CBS・ソニー出版 1987年 のち河出文庫
- 『南くんの恋人』青林堂、1987年、文春文庫、青林工藝舎、2004年「改訂版」
- 『めんず』実業之日本社 1987年
- 『ユー・ガッタ春菊』双葉社 1987年
- 『水物語』全4巻　光文社 1988年 - 1989年 のち知恵の森文庫
  - （1997年2月に舞台化。永作博美による一人芝居。演出:木野花）
  - （2000年度下半期に文化放送にてラジオドラマ化。主演:石田ひかり）
- 『しあわせのゆくえ』青林堂 1988年
- 『見守ってやって下さい』河出文庫 1988年
- 『一身上の都合』集英社、1988年
- 『物陰に足拍子』全4巻 実業之日本社 1988年 - 1991年 のち角川文庫
- 『今月の困ったちゃん』マガジンハウス 1989年 のち新潮文庫
- 『シーラカンスOL』読売新聞社 1989年
- 『波のまにまに 古典的女中哀歌』朝日ソノラマ 1989年 のち文春文庫
- 『幻想（まぼろし）の普通少女』双葉社 1989年　のちMF文庫、双葉文庫
- 『凛が鳴る』青林堂、1990年 のち文春文庫
- 『僕は月のように』光文社 1991年 のち知恵の森文庫
- 『クマグス』山村基毅原作 潮出版社 1991年 『クマグスのミナカテラ』新潮文庫
- 『カモンレツゴー』白夜書房 1992年 のち角川文庫
- 『けだるい夜に』集英社、1992年
- 『ファンダメンタル』リイド社、1992年 - 1993年 のち新潮文庫
- 『愛のせいかしら』青林堂 1993年　のち文春文庫
- 『吸血少女対少女フランケン』朝日ソノラマ 1993年
- 『仔猫のスープ』集英社 1993年 のち文庫
- 『ストレッサーズ』全2巻 竹書房 1993年-1994年 のちMF文庫
- 『24000回の肘鉄』マガジンハウス 1993年 のち角川文庫
- 『呪いのワンピース』朝日ソノラマ 1993年
- 『私の部屋に水がある理由』文芸春秋 1993年 のち文庫
- 『ナカユビ』ぶんか社 1994年
- 『目を閉じて抱いて』全5巻 祥伝社 1994年 - 2000年 のち角川文庫
- 『私たちは繁殖している』全24巻 ぶんか社 1994年 - 2025年 のち角川文庫
- 『内田春菊の悪女な奥さん』メディアファクトリー 1995年
- 『天使の思う壺』全3巻 光文社 1995年　のち知恵の森文庫
- 『こんな女じゃ勃たねえよ』全4巻 実業之日本社 1995年 - 2004年 のち文春文庫
- 『あなたの世間体』集英社 1996年
- 『おさかな話』ぶんか社 1996年
- 『彼のバターナイフ』ぶんか社 1996年 のち角川文庫
- 『水族館行こミーンズI love you』扶桑社 1996年 のち角川文庫
- 『アドレッセンス青年期』集英社 1997年
- 『HOME』ぶんか社、1997年 のち角川文庫
- 『ノートブック』朝日ソノラマ 1997年 のち角川文庫
- 『鬱でも愛して』実業之日本社 1998年
- 『彼が泣いた夜』角川書店 1998年 のち文庫
- 『やっぱりあなたが一番いいわ』マガジンハウス 1999年
- 『出逢いが足りない私たち』祥伝社、2001年
- 『解決はしません』全3巻 集英社 2002年 - 2005年
- 『最近、蝶々は…』全5巻 祥伝社、2002年 - 2004年 のち新潮文庫
- 『ベッドの中で死にたいの』飛鳥新社 2002年 のち文春文庫
- 『隣人 内田春菊ホラー傑作選』角川ホラー文庫 2002年
- 『もっと悪女な奥さん special edition』メディアファクトリー 2003年
- 『ほんとに建つのかな』祥伝社、2004年　のち講談社文庫
- 『ワイドショー 内田春菊ホラー傑作選』角川ホラー文庫 2004年
- 『怒りと共にイキまくれ』祥伝社、2005年
- 『ワイルドハンズ』祥伝社、2006年
- 『30代はまだキレイ』ジャイブ 2007年
- 『AC刑事 日笠媛乃』斎藤学監修 祥伝社、2007年
- 『S4G sex for girls 女の子のための性のお話』飛鳥新社 2007年
- 『ガールズビーヴァガボンド』メディアファクトリー、2008年
- 『若奥様玉地獄』祥伝社文庫、2008年
- 『あなたも奔放な女と呼ばれよう』祥伝社、2009年 のち講談社文庫
- 『ワイルドメディカル・ティーチャーズ』ぶんか社 2009年
- 『お一人様二つまで!』竹書房、2010年4月、ISBN 978-4-8124-7253-8
- 『お前の母ちゃんbitch!』1 - 2　ぶんか社 2010年 -
- 『連結部分は電車が揺れる』祥伝社 2010年
- 『恋の相手は選べない』祥伝社 2011年
- 『安藤呂衣は恋に賭ける』ぶんか社 2012年
- 『マンガ日本性教育トーク』角川文庫 2012年
- 『おずおずと魔法使い』朝日新聞出版 2013年
- 『南くんは恋人』集英社 2013年
- 『おやこレシピ』新潮社 2015年
- 『がんまんが〜私たちは大病している〜』全2巻 ぶんか社 2018年 ※電子書籍版では2巻のタイトルは『すとまんが』
- 『すとまとねことがんけんしん』ぶんか社 2021年[14] ※『がんまんが』『すとまんが』の続編[14]
- 『あんころろん』原作：高由貴子 ぶんか社 2021年[15]

### 漫画原作
- ぬけぬけと男でいよう（作画：イワシタシゲユキ）

### エッセイなど
- 『もんもん都市（シティー）』双葉社 1987年 『もんもんシティー』文春文庫
- 『口だって穴のうち ホントとホンネ内田春菊対談集』洋泉社 1996年　のち角川文庫
- 『あなたも妊婦写真を撮ろう 「私たちは繁殖している」うらばなし』PARCO出版 1998年　のち文春文庫
- 『やられ女の言い分』文藝春秋 1998年　のち文庫
- 『愛だからいいのよ』講談社 2002年　のち文庫
- 『基礎体温日記』実業之日本社 2002年
- 『ワイルドハンズ・ティーチャーズ』主婦と生活社 2006年
- 『教育してます?』角川学芸出版 2007年　のち文庫
- 『作家は編集者と寝るべきか』草思社 2007年
- 夕刊フジ（火曜日発行・水曜付け）「内田春菊の怒ってもムダなの…」

### 共著
- 『ツキを呼びこむ10カ条 ビジネス金言集 ビジネスマンガ』野末陳平共著 扶桑社 1988年 のち文庫
- 『女ですもの』よしもとばなな共著 ポプラ社 2007年　のち文庫
- 『レイル・ロード・ムービーズ』絵/文 櫻田宗久写真 講談社 2009年
- 『わたしのままでママをやる』よしもとばなな,中村うさぎ,倉田真由美,斎藤学共著 WAVE出版 2012年

### イラスト
- 東京電力マスコットキャラクター でんこちゃん
- 『カッパノナミダ』 - NHKみんなのうたの楽曲

### 脚本
- テレビドラマ「内田春菊の連続女優殺人事件」（日本テレビ、D-TODAY枠、2002年1月（全3話））

### プロデュース
- 映画「Kiss me or kill me 届かなくても愛してる」（2005年）

## 出演

### 映画
- 宇宙の法則（1990年） - カップルの女
- 夢魔（1994年） - 中塚明子
- ファザーファッカー（1995年） - 歌手
- トキワ荘の青春（1996年） - 娼婦
- 「物陰に足拍子」より MIDORI（1996年） - 小林の母
- ラブ・レター（1998年）
- 双生児（1999年） - 診療所患者・母親
- 顔（2000年） - 喫茶店の女
- ビジターQ（2001年） - 山崎恵子
- ステーシー（2001年） - 須永隊長
- ウォーターボーイズ（2001年） - 客のおばさん
- 新・刑事まつり 一発大逆転「窯岡刑事」（2003年）
- 赤目四十八瀧心中未遂（2003年） - 娼婦
- 昭和歌謡大全集（2003年） - ヤナギモトミドリ
- 劇場版 仮面ライダー剣 MISSING ACE（2004年） - 占い師
- MASK DE 41（2004年） - 麻美
- 月とチェリー（2004年） - SMクラブの女
- YUMENO（2005年） - 沢井朋美
- エリ・エリ・レマ・サバクタニ（2006年）
- 雨の町（2006年）
- キャッチボール屋（2006年） - 売店のおばさん
- カインの末裔（2007年） - 田村和江
- グミ・チョコレート・パイン（2007年） - 映画館窓口の女
- 悪夢探偵2（2008年） - 間城貴理子
- 蟹工船（2009年） - 久米の妻
- 闇のまにまに 人妻・彩乃の不貞な妄想（2009年） - 特別出演
- 掌の小説 第3話「日本人アンナ」（2010年3月27日） - 木賃宿の女中
- ADULT 24歳の恋（2011年1月29日） - 老婆
- デストロイ・ヴィシャス（2011年3月5日、監督：島田角栄）
- バルーンリレー（2012年3月3日）
- テルマエ・ロマエ（2012年4月28日） - 平井道子
- 闇金ウシジマくん（2012年8月25日） - 内田
- ひみつのアッコちゃん（2012年9月1日）- 総理夫人
- 39窃盗団（2012年11月17日、監督：押田興将）
- たとえば檸檬（2012年12月15日）
- Love&Eros 2nd『連結部分は電車が揺れる 妻の顔にもどれない』（2013年3月30日）※自らの作品。監督・脚本も担当
- ハーメルン（2013年9月7日、監督：坪川拓史） - 綾子先生（若い頃）
- 5つ数えれば君の夢（2014年3月8日） - 教師
- 最近、蝶々は…（2014年5月10日） - 高原克子
- 寝床より愛をこめて（2014年7月7日） -
- ちょっとかわいいアイアンメイデン（2014年7月19日）
- 幕が上がる（2015年2月28日） - 中西さんのお母さん
- 灰色の烏（2015年3月21日） - 望月千恵子
- 空の瞳とカタツムリ（2019年2月23日）
- 梅子（2019年3月2日）
- トキワ荘の青春（2021年2月12日）
- 山歌（2022年4月22日）- 幸子 役
- A Missing Part（2024年9月9日）
- 劇映画 孤独のグルメ（2025年1月10日） - タエ 役

### テレビドラマ
- 救急指定病院4（1995年） - 熊川サキ子
- ママは大ピンチ!!（1996年、TBS）
- 八月のラブソング（1996年、よみうりテレビ）
- おとり捜査官・北見志穂（1999年、テレビ朝日） - 清水典子
- タクシードライバーの推理日誌13（2000年） - 栗原豊子
- 衛星ドラマ劇場 ビタミンF（2002年、NHK BS2） - 陽子
- 棟居刑事シリーズ3（2004年） - 石野久美子
- 密会の宿2（2004年） - 渡部久美
- 警視庁鑑識班2004 第6話「家出少女の心を貫く父が放つ2発の銃弾」（2004年、日本テレビ） - 関川昭代（関川紗枝の母）
- 昨日の友は今日の敵?（2004年、NHK）
- 信濃のコロンボ事件ファイル（2005年、テレビ東京） - 遠山峰子
- 家に五女あり（2007年、TBS） - 北川静香
- 浅草ふくまる旅館（2007年、TBS） - 水島豊子
- 新・警視庁女性捜査班（2007年、テレビ東京） - 三枝克乃
- 上条麗子の事件推理（2010年、TBS） - 苑田常子
- ハンチョウ〜神南署安積班〜 シリーズ4 〜正義の代償〜（2011年、TBS） - 児童相談員
- 世にも奇妙な物語 2011年 秋の特別編「ベビートークA錠」（2011年、フジテレビ） - 薬剤師
- ガンリキ 警部補・鬼島弥一（2012年、テレビ東京） - 水野佐知子
- 特命おばさん検事! 花村絢乃の事件ファイル（2012年、テレビ東京） - 金井明子
- ソドムの林檎〜ロトを殺した娘たち（2013年、WOWOW） - 三輪小百合
- 聖女（2014年、NHK） - 中根美佐子
- 五つ星ツーリスト〜最高の旅、ご案内します!!〜（2015年、よみうりテレビ） - 天地魅和子
- 謎解きLIVE CATSと聖夜の殺人者 EPSODE2.4（2016年、NHK BSプレミアム） - 有馬このえ
- 連続ドラマW イアリー 見えない顔（2018年8月4日 - 9月8日、WOWOW） - 水島和美
- 連続ドラマW 邪神の天秤　公安分析班 第2話（2022年2月20日、WOWOW） - 森川泰子 役
- ソロ活女子のススメ2 第7話（2022年5月19日、テレビ東京） - 湯治客
- 育休刑事 第3話（2023年5月2日、NHK総合・NHK BS4K） - 橋本絹江 役

### オリジナルビデオ
- お天気お姉さんR（1996年） - SM女王様

### 舞台
- ヴァギナ・モノローグス
- 黒猫
- うさぎレストラン（2014年2月19日 - 24日 六行会ホール）朝比奈やよい役
- 地球星人（2024年2月16日 - 18日、東京芸術劇場 シアターウエスト）[16]
- ニッポン人は亡命する。-けっして福井県高校演劇祭での明日のハナコ事件に取材しているわけではない喜劇（2025年1月24日 - 26日、シアターΧ / 1月30日、ウイングフィールド / 2月1日、東八幡キリスト教会）[17]

### テレビ番組
- TVクルーズ となりのパパイヤ（1994年 - 1995年、フジテレビ）

### Vシネマ
- 怪獣の観た夢（1992年）

### CM
- ディレクTV「一家クギづけ篇」(1999年)[18]

### ラジオ番組
- Changeの瞬間 〜がんサバイバーストーリー〜（2022年2月13日・20日、朝日放送ラジオ）[19]

## 関連番組
- BSマンガ夜話（NHK BS2）
  - 『幻想の普通少女』（1997年9月1日） - 本人出演なし。ゲストは美保純、戸川純、ちはる。
  - 『お天気お姉さん』（2005年3月1日） - ゲストとして出演。